# Bollenbergsdorf
Bollenbergsdorf ist eine Hofschaft im Wuppertaler Stadtbezirk Vohwinkel, Wohnquartier Schöller-Dornap.

## Lage und Beschreibung
Bollenbergsdorf liegt im Norden Vohwinkels an der Düssel, unmittelbar an der Stadtgrenze zu Wülfrath. Benachbarte Orte sind Düssel, Überzurbeck, Langendorf, Schlingensiepen, Scheidt, Dörnen und Tillmannsdorf in Wülfrath und Voßbeck, Kirchenfeld, Schmalefeld, Meißwinkel, Am Heister, Dornap, Hahnenfurth und Heistersfeld in Wuppertal.

## Geschichte
Eine urkundliche Erwähnung des Hofes fand bereits im Jahr 1597 statt. Der Hof gehörte in der frühen Neuzeit zur Honschaft Unterdüssel der bergischen Herrschaft Schöller im Amt Solingen. Der Hof gehörte vermutlich zu dieser Zeit zum Stift St. Gereon zu Köln. Der Hof ist als Börperhof auf der Topographia Ducatus Montani des Erich Philipp Ploennies aus dem Jahre 1715 verzeichnet.
Im 19. Jahrhundert war Bollenbergsdorf ein Wohnplatz in der Landgemeinde Unterdüssel der Bürgermeisterei Wülfrath, die aus der bergischen Honschaft Unterdüssel hervorging. Auf der Topographischen Aufnahme der Rheinlande von 1824 ist ein Ort mit Bolmersdorf beschriftet, auf der Preußischen Uraufnahme von 1843 ist der Ort als Bollenbergs beschriftet. 1888 besaß der Ort laut dem Gemeindelexikon für die Provinz Rheinland ein Wohnhaus mit 13 Einwohnern.
Ende des 19. Jahrhunderts begann der industrielle Abbau des devonischen Massenkalks im Bereich Dornap/Hahnenfurth südlich von Bollenbergsdorf. Mit der Kommunalreform von 1975 wurde der Bereich um Bollenbergsdorf in die Stadt Wuppertal eingemeindet.